# Lonjsko Polje
Lonjsko Polje (en français: Champ de Lonja) est la plus grande zone humide protégée de Croatie et de tout le bassin du Danube. Il couvre une superficie de 505,6 kilomètres carrés, s’étendant le long de la Save des zones à l’est de Sisak, le cours inférieur de la rivière Lonja qui lui a donné son nom, aux zones à l’ouest de Nova Gradiška, le long du cours de la rivière Veliki Strug.
La zone de Lonjsko Polje est désignée parc naturel (park prirode), une zone protégée en Croatie. L’institution a été créée en 1998 et est basée dans le bourg de Jasenovac.

## Biodiversité
Selon les critères de la directive Oiseaux de l’Union européenne, le parc est un habitat important pour les oiseaux. La zone alluviale de Lonjsko Polje, au sud est de Zagreb, est riche en biodiversité. Divers poissons, insectes, grenouilles, oiseaux ou encore cochons y ont trouvé leur bonheur.
La richesse du lieu est surtout due aux nombreuses crues. L'hydrologie de la région est très complexe, et quatre rivières se rejoignent dans la zone alluviale. Les crues peuvent modifier le niveau d'eau de 10 m.
Profitant de l'abondance de nourriture la cigogne blanche (Ciconia ciconia) y a trouvé son Eldorado. Elle niche sur les toits des vieilles maisons des villages, construites en bois de chêne. C'est une chance de voir un couple nicher sur sa maison, car cela amène protection et bonheur, mais aussi une indemnisation de l'État.

## Galerie

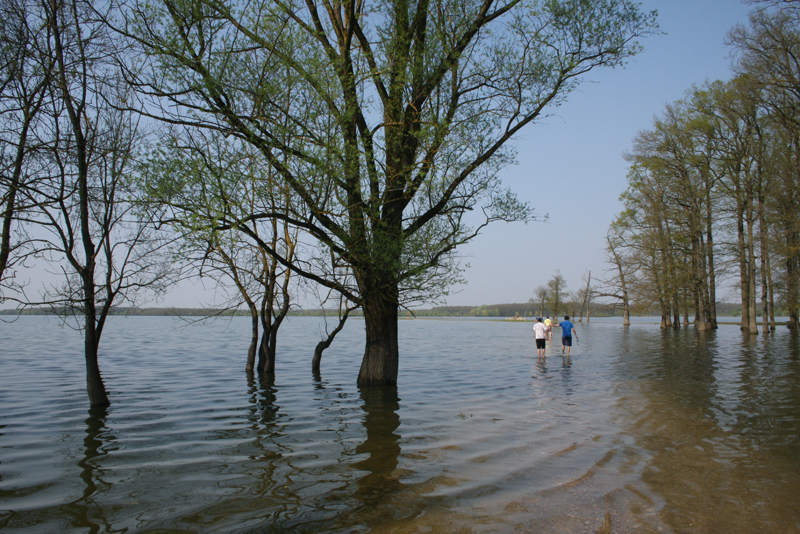
Zone alluviale de Lonjsko Polje en crue
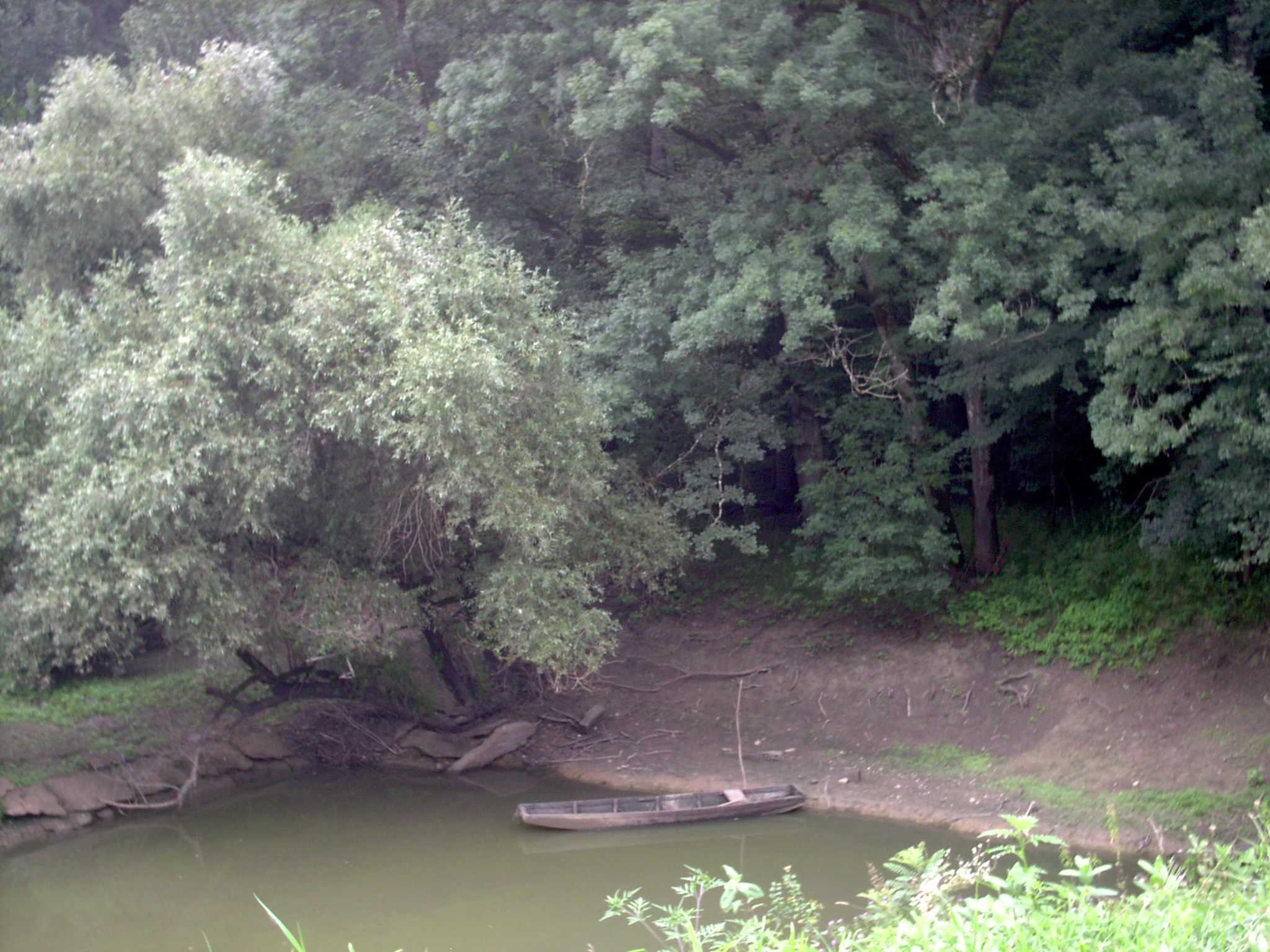
Lonjsko Polje